# Weissia splachnum
Weissia splachnum är en bladmossart som beskrevs av Garovaglio 1840. Weissia splachnum ingår i släktet krusmossor, och familjen Pottiaceae. Inga underarter finns listade i Catalogue of Life.